# Arctic Blue
Arctic Blue (Alternativtitel: Arctic Blue – Durch die weiße Hölle) ist ein US-amerikanisch-kanadischer Actionthriller aus dem Jahr 1993. Regie führte Peter Masterson, das Drehbuch schrieb Ross LaManna.

## Handlung
Der Wilderer Ben Corbett und seine Komplizen töten drei Jäger. Corbett wird verhaftet und soll mit einem Flugzeug ins Gefängnis gebracht werden. Sheriff Sam Wilder, der Corbett eskortieren soll, wird von Corbetts Komplizen getötet. Der Biologe Eric Desmond springt für den Polizisten ein.
Corbett verursacht einen Flugzeugabsturz, wonach er und Desmond gemeinsam durch die Wildnis von Alaska gehen. Desmond rettet ihm das Leben, worauf die Männer sich anfreunden.

## Kritiken
Das Lexikon des internationalen Films schrieb, dem Film gelinge „die dramaturgisch gesuchte Konfrontation und Annäherung zwischen großstädtischem Öko-Aktivisten und verwildertem Naturburschen“ nicht, „weil er lediglich die Regeln des Western-Genres in eine andere Landschaft“ übertrage, „ohne sich auf deren Gesetzmäßigkeiten einzulassen“. Er sei „in der Figurenzeichnung klischeehaft und nur streckenweise spannend“.
Die Zeitschrift prisma sah einen „durchaus unterhaltsame[n] Action-Thriller vor wunderbarer Naturkulisse“. Sie zitieren den Produzenten Rick Stevenson mit den Worten: „Der Konflikt entsteht zwischen zwei Männern mit vollkommen verschiedenen Ansichten. Ein Trapper wie aus dem neunzehnten Jahrhundert - ein Dinosaurier sozusagen - und ein liberaler Umweltschützer, ein Kind des zwanzigsten Jahrhunderts, stehen sich gegenüber. Was zunächst nach einem reinen schwarz-weiß-Klischee aussieht, verwischt sich im Laufe der Story durch die sehr komplexen Charaktere immer mehr.“.

## Hintergründe
Der Film wurde in British Columbia gedreht. Seine Produktionskosten betrugen schätzungsweise 6 Millionen US-Dollar. In die deutschen Kinos kam er im Februar 1995.